# Ария Давари
Ария Давари е американски професионален кечист, подписал с WWE, участващ в Първична сила в полутежката дивизия.

## Професионална кеч качриера

### Трениране и независими компании (2006 – 2016)
След гимназиално минало в Таекуон-до и аматьорска борба, Ария тренира кеч с Шон Давари и друг кечист Арик Кенън. Той също тренира с кечистите на WWE Шелтън Бенджамин и Кен Андерсън. Дебютният му мач е на събитие на Midwest Pro Wrestling Academy на 26 септември 2006, провеждащо се в нощния клуб First Avenue. Оттогава се бие в компании в Съединени щати, включително Ring of Honor
 и Global Force Wrestling, както и индийския проект на Total Nonstop Action Ринг Ка Кинг. В Минесота, той се появява обикновено в компании като Prime Time Wrestling.

### WWE

#### Полутежка класика (2016)
На 13 юни 2016, Давари е обявен като участник в Полутежка класика. Давари и преди се е бил за WWE, участвайки в не–телевизионен мач за Разбиване на Target Center през 2013, and participated in a tryout at the WWE Performance Center in 2014. На 23 юни 2016, Давари е елиминиран от Полутежка класика в първия кръг от ХоХо Лун.

#### Raw (2016 г.)
На 10 октомври 2016, епизод на Първична сила, Давари прави своя дебют в главния състав като част от полутежката дивизия на Първична сила. Той е победен от Шампиона в полутежка категория на WWE Ти Джей Пъркинс.

## Личен живот
Давари завършва Гимназия Вайзата в Плаймаут, Минесота. Той е Иранско-аериканец и говори Персийски гладко, който често говори, докато се бие. По-старият му брат, Дара, също е кечист, най-добре познат с времето си в WWE като Шон Давари.

## В кеча
- Финални ходове
  - Frog splash[3]
  - Magic Carpet Ride[3] (Diving body splash, докато държи Персийско килимче)
- 'Ключови ходове
  - Powerslam[1]
  - Spinebuster[1]
  - Camel Clutch[6]

## Шампионски титли и отличия
- American Wrestling Federation
  - Шампион в тежка категория на AWF (2 пъти, настоящ)[14]
- F1RST Wrestling
  - Титла на Wrestlepalooza (1 път, настоящ) [5]
- Heavy On Wrestling
  - Безспорен шампион на HOW (1 път)[15]
- Insane Championship Wrestling 
  - Отборен шампион на ICW (1 път) – с Шон Давари
- National Wrestling Alliance Midwest
  - Средно-западен ѝ Дивизионен шампион на NWA (1 път)
- National Wrestling Alliance Wisconsin
  - Отборен шампион на Уисконсин на NWA (1 път) – С Дисфънкшън[16]
- Pro Wrestling Illustrated
  - PWI го класира като #280 от топ 500 индивидуални кечисти в PWI 500 през 2016[17]